# Gudula Walterskirchen

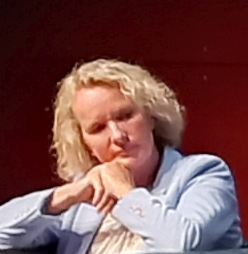
Gudula Walterskirchen (2023)

Gudula Walterskirchen (* 18. September 1967 in St. Pölten als Gudula Schrittwieser) ist eine österreichische Historikerin, Autorin und Zeitungsherausgeberin.

## Leben
Gudula Schrittwieser wuchs als sechstes von sieben Geschwistern in St. Pölten auf. Ihre Mutter Elisabeth Schrittwieser (1937–2008) war Präsidentin des Katholischen Familienverbands Österreichs, ihr Vater Josef Schrittwieser (* 1931) kommt aus der Katholischen Arbeiterjugend, die er von 1951 bis 1957 in St. Pölten aufbaute, und leitete später unter anderem das Familienreferat der Diözese St. Pölten. Sie maturierte 1986 am Wirtschaftskundlichen Realgymnasium der Englischen Fräuleins in St. Pölten. Anschließend studierte sie Geschichte und Kunstgeschichte in Graz und an der Universität Wien. Nach dem Studium war sie in der Katholischen Aktion der Diözese Graz-Seckau und danach beim Hilfswerk Niederösterreich aktiv. Im Jahr 2000 promovierte sie in Wien mit einer Dissertation zum Thema Adel in Österreich im 20. Jahrhundert: privates und öffentliches Leben, Berufswahl, wirtschaftliche Aktivitäten und politische Rolle. Die Dissertation bildete die Grundlage für ihr erstes Buch Der verborgene Stand: Adel in Österreich heute. Von 2000 bis 2005 war sie als Redakteurin für die Tageszeitung Die Presse tätig. Als leitende Redakteurin für Niederösterreich baute sie in dieser Zeit ein Korrespondentenbüro in St. Pölten auf, das sie zwei Jahre lang leitete. Seit 2005 arbeitet sie als freie Journalistin und Buchautorin. So schreibt sie seit 2014 Beiträge für die Kolumne Quergeschrieben für Die Presse sowie für das Branchenmagazin Der Österreichische Journalist. Neben Sachbüchern beschäftigt sie sich auch mit Satire und Belletristik.
Ende Mai 2017 wurde Walterskirchen von der Generalversammlung des Katholischen Pressvereins St. Pölten zur Obfrau und damit Herausgeberin der Niederösterreichischen Nachrichten und der Burgenländischen Volkszeitung bestimmt. Sie folgte in diesem Amt dem verstorbenen Bischofsvikar Prälaten Franz Schrittwieser (1940–2017) nach und war nach Jahrzehnten die erste nichtgeistliche Person, die die Herausgeberschaft wahrnahm. Im Herbst 2021 folgten ihr Sonja Planitzer und Herbert Binder als Herausgeber des Niederösterreichischen Pressehauses nach.
2025 hätte Walterskirchen bei einem Lehrgang des Österreichischen Journalistenclubs auftreten sollen. Nach Anfragen des Falters wurde der Lehrgang abgesagt.
Libratus
Seit 2024 ist Walterskirchen Gründerin, Herausgeberin und Chefredakteurin des Onlinemagazins Libratus. Das Magazin steht zu 53,3 Prozent in ihrem Eigentum, 38,4 Prozent stehen im Eigentum der Libertatem-Stiftung. Zu den Autoren gehören der Orban-nahe Publizist Boris Kálnoky und Ex-ÖVP-Generalsekretärin Laura Sachslehner.

## Tätigkeit als Historikerin
Walterskirchen ist auch die Autorin mehrerer historischer Bücher mit Themenschwerpunkt Zwischenkriegszeit beziehungsweise dem Ständestaat. Sie kritisiert in Werken wie Engelbert Dollfuß: Arbeitermörder oder Heldenkanzler oder Die blinden Flecken der Geschichte: Österreich 1927–1938 die in der österreichischen Öffentlichkeit übliche Darstellung dieser Zeit, die ihrer Ansicht nach hauptsächlich der Geschichtsauffassung und dem Diskurs der SPÖ folge, etwa in der Beurteilung von historischen Gestalten wie Engelbert Dollfuß oder Ernst Rüdiger Starhemberg. Ihre Bücher erhielten auch im benachbarten Ausland journalistische Aufmerksamkeit. Während die Wiener Zeitung ihr Buch Blaues Blut für Österreich über österreichische Adelige im Widerstand gegen den Nationalsozialismus positiv rezensierte, fanden ihre Thesen unter Historikern wenig Beachtung. Auf der deutschsprachigen Fachrezensionsplattform H-Soz-Kult findet sich lediglich eine sehr kritische Rezension, die dem Buch Die blinden Flecken der Geschichte eine „klare politische Schlagseite“ attestiert. Das Buch wurde im Frühjahr 2018 auch von Günter Kaindlstorfer im Sachbuchmagazin Andruck des Deutschlandfunks besprochen.

## Mitgliedschaften
Walterskirchen ist Mitglied des österreichischen Verbands katholischer Publizistinnen und Publizisten sowie des Klubs der Bildungs- und Wissenschaftsjournalisten Österreichs.

## Privates
Seit 1992 ist sie mit dem Immobilienentwickler Markus Walterskirchen verheiratet, den sie als 16-Jährige kennenlernte, und lebt mit ihrer Familie in Purkersdorf. Sie ist Mutter eines Sohnes.

## Kritik
Walterskirchen wird von ihren Kritikern zuweilen als „fundamental-katholisch-konservativ“ apostrophiert. In einem Artikel aus 2017 warf ihr die Wiener Stadtzeitung Falter vor, sie habe sich in ihren wöchentlichen Kommentaren in der Tageszeitung Die Presse unter anderem gegen gleichgeschlechtliche Ehen, gegen Sexualerziehung in Kindergärten und Volksschulen sowie gegen die Fristenlösung ausgesprochen. Besonders ein Kommentar, der dahin gehend interpretiert werden konnte, dass sie Schwangerschaftsabbrüche mit dem Sterben unschuldiger Kinder in Syrien verglich, sowie ihre Stellungnahme zur Abstimmung in Irland über die Abtreibung 2018 sorgten für Kontroversen. Ihre auf derselben Plattform im Frühjahr 2018 publizierte Kritik am „Sozialkonzern“ Caritas kränkte nach Aussage des Caritasdirektors von St. Pölten, Hannes Ziselsberger, viele Mitarbeiter und Freiwillige. Ein Faktencheck der Zeitschrift Profil, in dem Walterskirchen Desinformation vorgeworfen wurde, wurde von ihr erfolglos geklagt. 2024 urteilte der Österreichische Presserat, drei ihrer Artikel aus dem Vorjahr „verstoßen gegen Punkt 2.1 des Ehrenkodex für die österreichische Presse (Gewissenhaftigkeit und Korrektheit in Recherche und Wiedergabe von Nachrichten).“

## Publikationen (Auswahl)
- 1999: Der verborgene Stand: Adel in Österreich heute, Neuauflage 2007 und 2010, Haymon-Taschenbuch, Innsbruck/Wien, ISBN 978-3-85002-428-0 / ISBN 978-3-85218-843-0
- 2000: Blaues Blut für Österreich. Adelige im Widerstand gegen den Nationalsozialismus, Amalthea-Verlag, Wien 2000, ISBN 978-3-85002-452-5
- 2001: Der Wiener Fasching: die Zeit der Bälle und Walzer, Holzhausen-Verlag, Wien 2001, ISBN 978-3-85493-039-6
- 2002: Starhemberg oder die Spuren der Dreißiger Jahre, Amalthea-Verlag, Wien 2002, ISBN 978-3-85002-469-3
- 2004: Engelbert Dollfuß: Arbeitermörder oder Heldenkanzler, Molden Verlag, Wien 2004, ISBN 978-3-85485-112-7
- 2005: Bomben – Hamstern – Überleben: Österreich 1945, Molden-Verlag, Wien 2005, ISBN 978-3-85485-126-4
- 2006: Die österreichische G'sellschaft: satirische Einblicke und Ausblicke, Amalthea Verlag, Wien 2006, ISBN 978-3-85002-577-5
- 2013: Der Franzi war ein wenig unartig – Hofdamen der Habsburger erzählen, Residenz Verlag 2013, ISBN 978-3-7017-3301-9
- 2014: Das Tagebuch der Gräfin Marie Festetics: Kaiserin Elisabeths intimste Freundin, Residenz Verlag 2014, ISBN 978-3-7017-3338-5
- 2017: Die blinden Flecken der Geschichte: Österreich 1927–1938, Kremayr und Scheriau, Wien 2017, ISBN 978-3-218-01063-4
- 2018: Mein Vaterland zertrümmert. 1918 – Kriegsende und Neuanfang in Briefen, Tagebüchern und Erinnerungen, Residenz Verlag 2018, ISBN 978-3-7017-3420-7
- 2022: Wie wir unfrei werden. Der Weg in die totalitäre Gesellschaft, Seifert Verlag 2022, ISBN 978-3-904123-57-0
- 2023: Systemversagen: Warum wir in eine multiple Krise geraten sind, Seifert Verlag 2023, ISBN 978-3-904123-63-1